# Расковалова
Расковалова — деревня в Каргапольском районе Курганской области России. Входит в состав Чашинского сельсовета.

## География
Деревня находится на северо-западе Курганской области, в пределах юго-западной части Западно-Сибирской равнины, в лесостепной зоне, на берегах озера Расковалова, на расстоянии примерно 27 километров (по прямой) к востоку-юго-востоку (ESE) от Каргаполья, административного центра района. Абсолютная высота — 144 метра над уровнем моря.
Климат
Климат характеризуется как резко континентальный, с холодной продолжительной малоснежной зимой и тёплым сухим летом. Среднегодовая температура — 1 °C. Средняя температура воздуха самого холодного месяца (января) составляет −17,4 °C (абсолютный минимум — −46 °С); самого тёплого месяца (июля) — 18,4 °C (абсолютный максимум — 39 °С). Безморозный период длится 120 дней. Годовое количество атмосферных осадков — 382 мм, из которых 287 мм выпадает в период с апреля по октябрь. Продолжительность периода с устойчивым снежным покровом равна 161 дню.
Часовой пояс
Село Локти, как и вся Курганская область, находится в часовой зоне МСК+2. Смещение применяемого времени относительно UTC составляет +5:00.

## Население
| 1763 | 1782 | 1989 | 2002 | 2010 |
| ---- | ---- | ---- | ---- | ---- |
| 340  | ↗460 | ↘246 | ↗257 | ↘234 |

Гендерный состав
По данным Всероссийской переписи населения 2010 года в гендерной структуре населения мужчины составляли 46,2 %, женщины — соответственно 53,8 %.
Национальный состав
Согласно результатам Всероссийской переписи населения 2002 года, в национальной структуре населения русские составляли 95 %.